# Yıldız

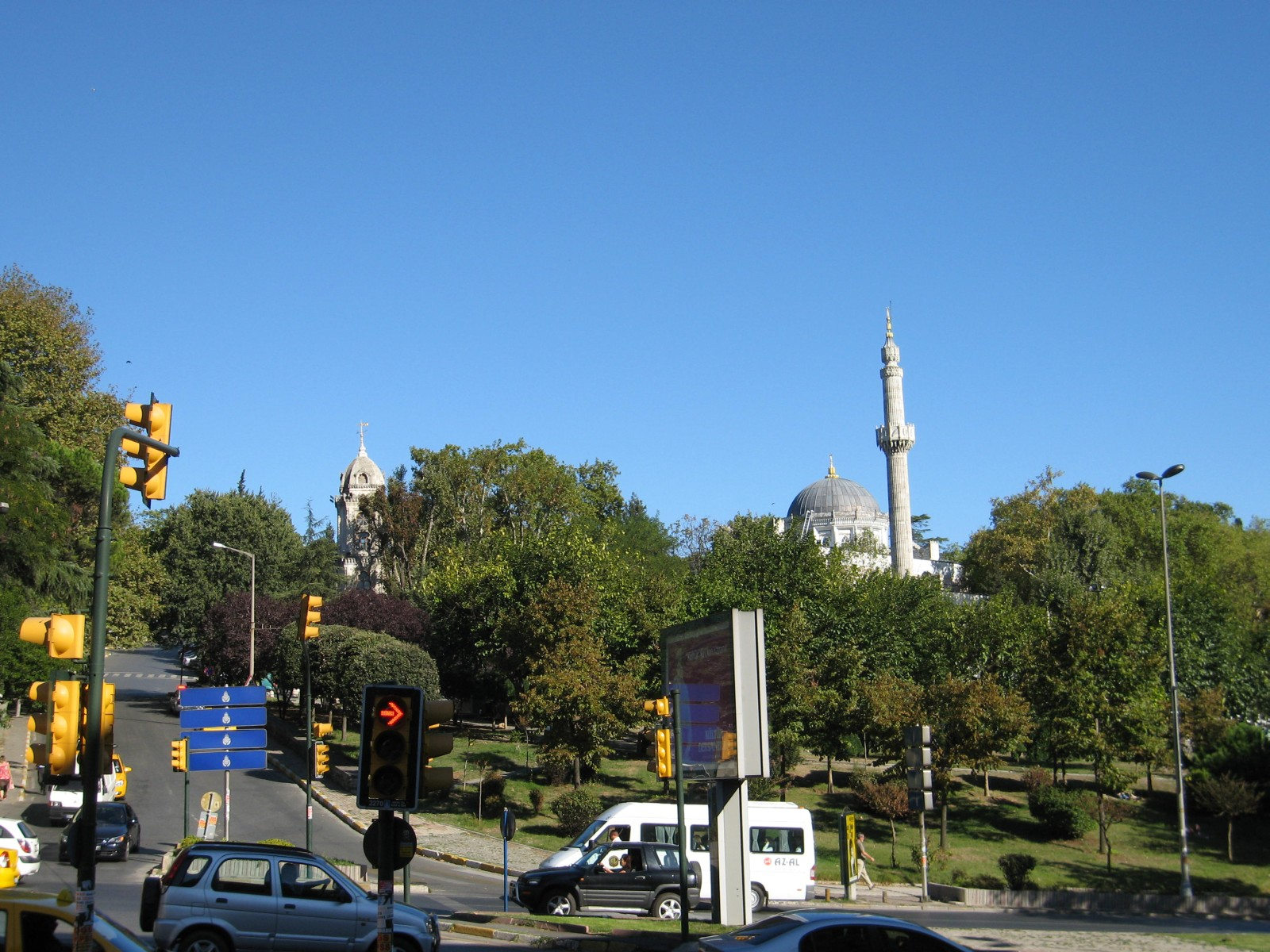
Vista de Yıldız, la Mezquita y la Torre del Reloj.

Yıldız (en turco, estrella) es un barrio ubicado en el distrito de Beşiktaş de Estambul, Turquía. El barrio cuenta con algunos lugares conocidos de la ciudad, como el Parque de Yıldız y el Palacio de Yıldız, el segundo palacio más grande de Estambul. Yıldız tiene una población de aproximadamente 6.000 personas.

## Historia
La zona que ocupa Yıldız estuvo ocupada por un bosque de coníferas en la época bizantina. Con Solimán el Magnífico, los sultanes otomanos lo convirtieron en sus terrenos de caza. Durante los siglos siguientes, permaneció como arboleda detrás de los palacios situados en las orillas. El barrio comenzó a ganar importancia con la construcción del palacio en el siglo XIX. Obtuvo su nombre del primer pabellón, llamado Yıldız Kasrı, construido por Selim III a principios de dicho siglo.
La zona fue el centro administrativo del Imperio Otomano durante los últimos treinta años del siglo XIX, coincidiendo con el reinado de Abdul Hamid II.

## Lugares de interés
La mayor parte de los jardines del palacio, así como algunos antiguos pabellones y los conocidos talleres de porcelana, están abiertos al público en lo que se conoce como Parque Yıldız. El famoso pabellón del complejo, Şale Köşkü, cuenta con un acceso a través del parque.
En la actualidad, una parte considerable del barrio está ocupado por el antiguo complejo del palacio, que incluye los edificios principales, el Parque de Yıldız, la Mezquita de Yıldız Hamidiye y la Torre del Reloj de Yıldız, así como la Universidad Técnica de Yıldız.